# Fondation de Sainte-Marie-Majeure
La Fondation de Sainte-Marie-Majeure ou le Miracle de la Neige est une tempera sur bois (144 × 76 cm) réalisée en 1427-1429 par Masolino da Panicale, constituant autrefois le panneau central de la face avant de la Pala Colonna. Aujourd'hui, elle est conservée avec le tableau qui a été trouvé au revers, l'Assomption de la Vierge, au musée de Capodimonte à Naples.

## Histoire
La datation du retable destiné au maître-autel de la basilique Sainte-Marie-Majeure est très controversée. L'hypothèse la plus répandue est qu'il s'agit d'une œuvre peinte à Rome même par Masolino alors en compagnie de Masaccio, auteur du panneau des Saints Jérôme et Jean-Baptiste, dernière œuvre de Masaccio avant sa mort, donc datable des premiers mois de 1428 ; d'autres (comme John Spike) la lient, du fait de l'iconographie, au jubilé du pape Martin V en 1423, la plaçant ainsi comme la première collaboration entre les deux artistes, avant la chapelle Brancacci et Sant'Anna Metterza. Selon certains, le retable a été commandé en totalité à Masolino, qui en a ensuite délégué une partie de la réalisation à son assistant Masaccio ; selon d'autres, il a été commandé à Masaccio, qui a conçu l'ensemble qui a ensuite été en grande partie achevé par Masolino après sa mort.
Le cardinal Oddone Colonna, élu en 1417 pape sous le nom de Martin V, mit fin au Grand Schisme d'Occident ; entre 1419 et 1420, il s'arrête à Florence, attendant que Rome soit suffisamment sûre pour le recevoir. Dans la capitale toscane, il est probablement entré en contact avec les artistes actifs là-bas : Gentile da Fabriano, Arcangelo di Cola, Lorenzo Ghiberti et probablement Masolino. Dès son arrivée à Rome, Martin V se consacre aussitôt à la tâche de redonner à la ville son ancienne splendeur et annonce un jubilé pour 1423, auquel semblent faire allusion quelques détails iconographiques du retable.
Le retable a été vu au milieu du XVIe siècle par Giorgio Vasari et Michel-Ange, qui le trouvèrent installé dans une petite chapelle près de la sacristie de la basilique (chapelle Colonna). Eux, qui ne voyaient qu'une face car il était probablement appuyé contre un mur, le considérèrent entièrement comme l'œuvre de Masaccio, ignorant Masolino.
Le triptyque a été déposé er démantelé pendant les travaux menés dans l'église. L'ensemble pictural est mentionné dans l'inventaire de 1644 des collections du palais Farnèse à Rome, où ils sont décrits comme des éléments isolés. La Fondation de Sainte-Marie-Majeure et l'Assomption n'y sont pas considérés comme les deux faces d'une même œuvre.
En 1653, le retable Colonna se trouvait dans le palais Farnèse, les panneaux avaient été sciés en épaisseur de manière à séparer les deux faces et à avoir six peintures différentes qui, dans un inventaire, sont répertoriées comme des œuvres de Fra Angelico. Plus tard, elles seront dispersés et réapparaissent à différentes époques sur le marché des antiquaires. Elles ont été définitivement reconnues alors qu'elles étaient désormais dispersées dans plusieurs musées. Les deux panneaux centraux quittent Rome pour Naples en 1760, à l'époque des Bourbons, par l'héritage Farnèse.

## Description et style
L'événement miraculeux lié à la fondation de la basilique Sainte-Marie-Majeure à Rome est représenté sur deux registres superposés. Selon la légende, une importante chute de neige s'est produite entre le 4 et le 5 août 1352, pendant un torride mois d'août, qui a dessiné les contours d'une basilique sur l'Esquilin. Le pape Libère a alors décidé de fonder une basilique à cet emplacement. 
Le registre inférieur raconte l'histoire terrestre de la fondation miraculeuse de l'église. Le pape Libère est représenté au premier plan, de profil, coiffé de la tiare pontificale, tandis qu'à l'aide d'une houe, il trace d'un geste solennel le sillon de la fondation de la basilique, dont l'abside dessinée au sol par la neige encore fraîche est visible. Selon Vasari, ce serait en fait le portrait de Martin V, avec l'empereur Sigismond à ses côtés. Deux rangées de fidèles, de prélats et de courtisans l'entourent, flanqués de quelques bâtiments raccourcis en perspective. 
Dans le registre supérieur, dans la lunette, Jésus et la Vierge se retrouvent dans un médaillon, observant le miracle qui vient d'être accompli.
Les deux sphères sont séparées par un nuage plat et sombre d'où s'échappent des petits nuages, allusion à la légendaire chute de neige.

## Analyse

Assomption de la Vierge.

La Fondation de Sainte-Marie-Majeure, tout comme l'Assomption de la Vierge, affichent l'influence du climat culturel de la Rome papale du XVe siècle, interprété par Masolino à travers des inflexions narratives délicates, encore influencées par les équilibres du gothique tardif, dans une mise en perspective redevable aux innovations de Masaccio. Même les nuages semblent vouloir recréer une perspective d'évasion simpliste, très différente des effets naturalistes dessinés dans le ciel du Paiement du tribut dans la chapelle Brancacci par Masaccio. 
Après la mort de Masaccio, Masolino adapte le modernisme aux besoins complexes du sentiment religieux ; la perspective linéaire est cohérente, mais les figures sont disposées selon un arc de cercle traditionnel et, surtout, un système de « relais » rattache le Christ et la Vierge, dans leur cercle emblématique, au monde terrestre du miracle : croix tenue par un assistant, pyramide de Caius Sestus (?) à l'arrière-plan ; plus secrète mais décisive : la ligne du transept échappe à la perspective pour rejoindre la main de Jésus sortie de sa limite circulaire. Tout se passe comme si Masolino avait pressenti la logique interne de la perspective, qui exclut du monde mesurable l'incommensurabilité divine, et comme si, du même coup, il avait développé un espace figuratif fondé sur une perspective rigoureuse contredite par le miraculeux ou l'emblématique, idée essentielle au Quattrocento.

## Exposition
Cette peinture est exposée dans le cadre de l'exposition Naples à Paris. Le Louvre invite le musée de Capodimonte au musée du Louvre du 7 juin 2023 au 8 janvier 2024.

## Source de traduction
- (it) Cet article est partiellement ou en totalité issu de l’article de Wikipédia en italien intitulé « Fondazione di Santa Maria Maggiore » (voir la liste des auteurs).